# 239 (عدد)
239 هو عدد صحيح  طبيعي بين 238 و240

## في الرياضيات

### خصائص
- 239 عدد أولي
- 239 عدد فردي
- 239 عدد ناقص